# Hiatomyia plutonia
Hiatomyia plutonia är en tvåvingeart som först beskrevs av Hunter 1897.  Hiatomyia plutonia ingår i släktet Hiatomyia och familjen blomflugor. Inga underarter finns listade i Catalogue of Life.